# Eupolem d'Etòlia (exèrcit romà)
Eupolem （en llatí Eupolemus, en grec antic Εὐπόλεμος "Eupólemos") fou un militar etoli, que va dirigir un dels cossos auxiliars etolis que van servir a l'exèrcit del cònsol romà Luci Quinti Flaminí en la guerra contra el rei Filip V de Macedònia. L'esmenta Polibi.